# Aphonoides pallipes
Aphonoides pallipes är en insektsart som först beskrevs av Lucien Chopard 1929.  Aphonoides pallipes ingår i släktet Aphonoides och familjen syrsor. Inga underarter finns listade i Catalogue of Life.